# روبرت ويسدم
روبرت ويسدم (بالإنجليزية: Robert Wisdom)‏ هو ممثل أمريكي، ولد في 14 سبتمبر 1953 بواشنطن العاصمة في الولايات المتحدة.

## أعمال

### أفلام
- (1997) الوجه المخلوع[4][5][6]
- (1997) بركان[7]
- (2002) مباشر من بغداد
- (2004) راي[8]
- (2007) كتاب الحرية[9]
- (2009) ذا كوليكتور[10]
- (2011) لعبة شغف
- (2012) حسابات خاصة
- (2012) نهوض فارس الظلام[11][12][13][14]
- (2014) ذا لوفت[15][16]

### مسلسلات
- اكذب علي
- إن سي آي إس
- بريزون بريك
- دارما وغريغ
- كيف قابلت أمكما

## وصلات خارجية
- روبرت ويسدم على موقع IMDb (الإنجليزية)
- روبرت ويسدم على موقع ألو سيني (الفرنسية)
- روبرت ويسدم على موقع ميوزك برينز (الإنجليزية)
- روبرت ويسدم على موقع أول موفي (الإنجليزية)
- روبرت ويسدم على موقع قاعدة بيانات الأفلام السويدية (السويدية)
- روبرت ويسدم على موقع قاعدة بيانات الفيلم (الإنجليزية)
- روبرت ويسدم على موقع كينوبويسك (الروسية)